# Aktion Bildungsinformation
Die Aktion Bildungsinformation e.V. ist eine gemeinnützig arbeitende Verbraucherschutzeinrichtung in Bildungsfragen.
Sie wurde im Herbst 1966 von Studenten der Universitäten Stuttgart und Tübingen und der Pädagogischen Hochschulen des Landes Baden-Württemberg gegründet, mit dem Ziel, alle Bürger über Schularten und Bildungswege aufzuklären. Damit sollte mehr begabten Kindern aus Arbeiter- und Bauernfamilien geholfen werden.
Die Eintragung in das Vereinsregister Stuttgart fand 1967 statt. Die Bescheinigung über die Eintragung in die Liste der qualifizierten Einrichtungen bezüglich Bildungsfragen, Weiterbildungsmöglichkeiten, Veranstalter und Vermittler wurde am 27. März 2007 ausgestellt.
Die Mitglieder der ABI e.V. kommen aus der Verwaltung, der Industrie, der Justiz und dem Schulwesen. Finanziert wird die ABI durch öffentliche Zuschüsse, Spenden, Beiträge von Mitgliedern und Eigenleistungen u. a. in Form von Aufwandsentschädigungen für die Bildungsberatung.
Die ABI e.V. ist Mitglied im VZBV – Verbraucherzentrale Bundesverband e.V., Berlin.
ABI e.V. war einer der ausgewählten Verbände in Deutschland, die eine Musterfeststellungsklage durchführen dürfen, wurde allerdings von dieser Liste gestrichen.